# The Mountain Eagle
The Mountain Eagle este un film mut din 1926 și al doilea film regizat de Alfred Hitchcock, după Grădina Plăcerilor. Filmul, o dramă romantică cu acțiunea plasată în Kentucky, este despre un văduv (Bernhard Goetzke) care concurează gelos cu fiul său invalid (John F. Hamilton) și cu un bărbat pe care îl detestă (Malcolm Keen) pentru afecțiunea unei învățătoare (Nita Naldi). Filmul a fost produs în mare parte la studiourile Emelka Film din München, Germania, în toamna anului 1925, cu scene exterioare filmate în satul Obergurgl din statul Tirol, Austria. Producția a fost afectată de probleme, inclusiv distrugerea acoperișului unui sat și Hitchcock care suferea de rău de înălțime. Datorită producerii filmului în Germania, Hitchcock a avut mai multă libertate regizorală decât ar fi avut în Anglia și a fost influențat de stilul și tehnica cinematografică germană.
Filmul a fost lansat în Germania în mai 1926 și proiectat pentru distribuitorii săi britanici în octombrie 1926. A fost întâmpinat cu dezaprobare și abia după succesul filmului lui Hitchcock, The Lodger: A Story of the London Fog, a fost lansat în Marea Britanie în mai 1927. Filmul a primit recenzii mixte, iar Hitchcock însuși i-a spus lui François Truffaut că este ușurat că filmul a fost pierdut. Șase fotografii care au supraviețuit din The Mountain Eagle sunt reproduse în cartea lui Truffaut, iar alte fotografii au fost găsite. În 2012, un set de 24 de fotografii a fost găsit într-o arhivă a unuia dintre prietenii apropiați ai lui Hitchcock. Comisia de Film Cine Tirol l-a descris drept „cel mai căutat film din lume”; Institutul Britanic de Film are filmul în fruntea listei BFI 75 Most Wanted cu filme dispărute și îl caută activ.

## Rezumat
Acțiunea filmului are loc în Kentucky. Soția lui J.P. Pettigrew moare la nașterea fiului lor, Edward, care se naște cu dizabilități. Pettigrew îl urăște pe John „Frica de Dumnezeu” Fulton, fost pretendent al soției sale.
Ani mai târziu, Pettigrew își surprinde fiul, acum adult, într-o relație cu învățătoarea Beatrice. Când încearcă să o seducă, Beatrice îl respinge. Edward, martor la scenă, fuge din sat. Furios, Pettigrew încearcă să o denigreze pe Beatrice, acuzând-o de imoralitate. John o salvează, căsătorindu-se cu ea. Se stabilesc într-o cabană, unde Beatrice rămâne însărcinată.
Pettigrew se răzbună acuzându-l pe John de uciderea fiului său dispărut, trimițându-l la închisoare. Un an mai târziu, John evadează și încearcă să fugă cu familia lui, dar Beatrice se îmbolnăvește. Întors în sat după un medic, descoperă că Edward s-a întors. Acuzațiile sunt retrase, iar John e eliberat.
Pettigrew este în cele din urmă rănit prin împușcare și nu mai reprezintă o amenințare. John, Beatrice și copilul lor pot în sfârșit trăi în pace.

## Distribuție, personaje
- Nita Naldi - Beatrice

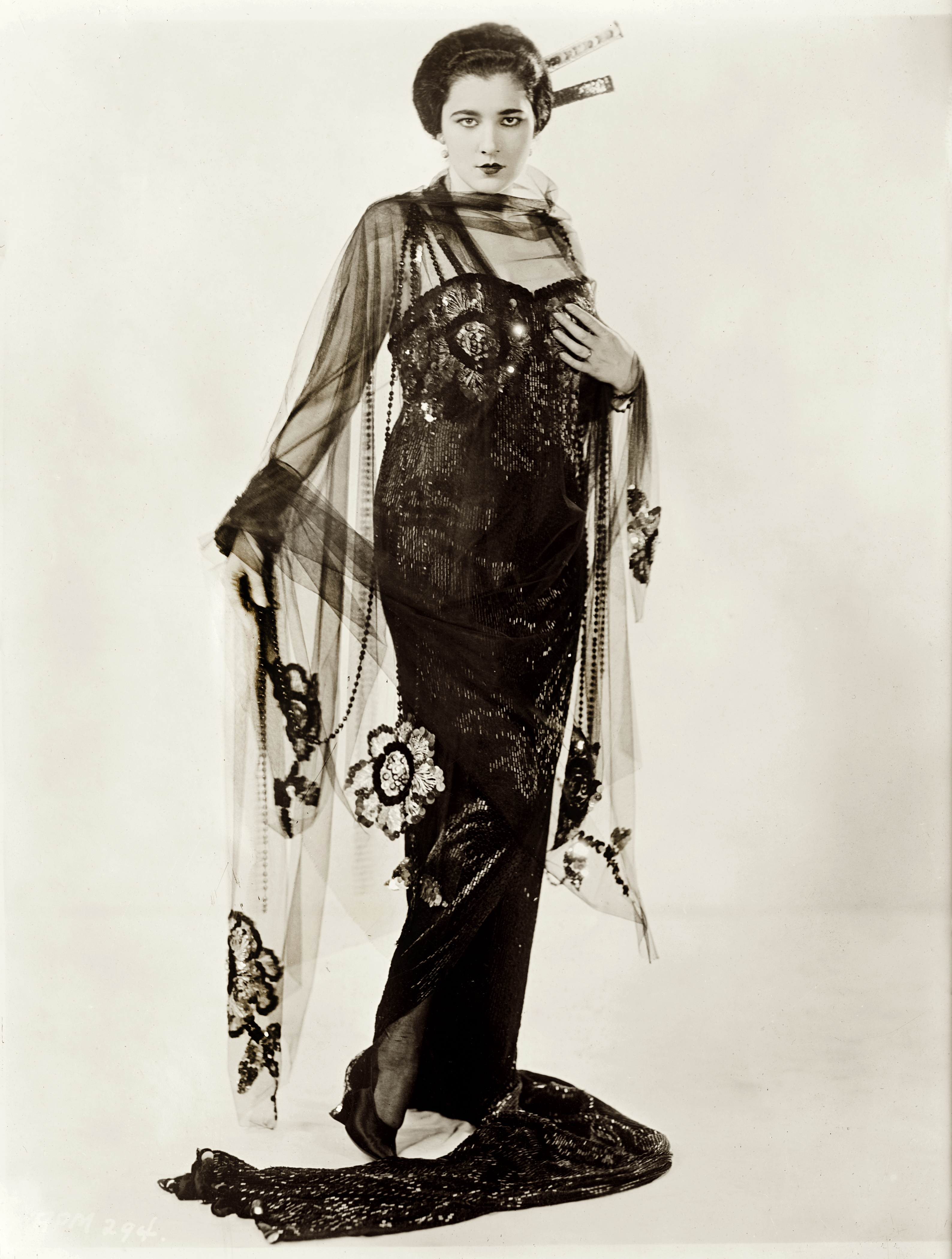
Nita Naldi

- Malcolm Keen - John „Frica lui Dumnezeu”
- Fulton John F. Hamilton - Edward Pettigrew
- Bernhard Goetzke - J.P. Pettigrew
- Ferdinand Martini

## Receptare critică
Filmul a fost inițial proiectat pentru distribuitorii săi britanici în octombrie 1926, dar aceștia nu au fost prea încântați de film și au decis să-l amâne. Cu toate acestea, datorită succesului fulgerător al filmului The Lodger: A Story of the London Fog, lansat în februarie 1927, producătorii au decis să lanseze The Mountain Eagle trei luni mai târziu, pe 23 mai 1927.
Scriind în 1949, academicianul Peter Noble a lansat, fără să vrea, un zvon repetat de mulți autori de atunci, conform căruia filmul va fi lansat în Statele Unite sub titlul Fear o' God. Afirmația lui Noble este contrazisă de titlul de pe legitimația de lobby americană care a supraviețuit și de istoricul de film J. Larry Kuhns, care susține că filmul nu a fost niciodată lansat sub acest titlu. 
Filmul, distribuit de Gainsborough Pictures, nu a fost nici un succes critic, nici comercial; Leonard J. Leff afirmă că filmul „nu a impresionat nici distribuitorul, nici publicul”. La fel ca alte filme timpurii ale lui Hitchcock, filmul a fost criticat pentru lipsa de realism; o recenzie timpurie a Bioscope afirma că „în ciuda regiei iscusite și uneori strălucite, povestea are un aer de irealitate”. Hitchcock însuși considera The Mountain Eagle o melodramă banală, cel mai bine uitată, și i-a descris filmul lui François Truffaut drept „oribil” și „un film foarte prost”, și a declarat că nu-i pare rău că nu există copii cunoscute. 
După ce a fost profund dezamăgit de primele sale două filme, Hitchcock a crezut că întreaga sa carieră de regizor se va încheia în curând, deși ulterior a descris Valsuri din Viena (1934) ca fiind „cel mai de jos punct” al carierei sale. Istoricul filmului J. Lary Kuhns afirmă însă în cartea Jurnalele lui Hitchcock de Dan Auiler că un scriitor contemporan a numit filmul The Mountain Eagle mult superior filmului The Lodger: A Story of the London Fog. 
The Guardian descrie filmul ca fiind „o poveste sfâșietoare despre un tată ticălos, un fiu infirm, un profesor minunat și un inocent închis”.
William Rothman consideră că atât Grădina Plăcerilor, cât și The Mountain Eagle sunt „la fel de demne de studiu”. Comisia de Film Cine Tirol a descris filmul drept „cel mai căutat film din lume”. În 1992, Institutul Britanic de Film a publicat prima sa listă de filme „Dispărute, Presupuse Pierdute”, iar în ianuarie 2010 a anunțat că a început căutarea activă a aproximativ 75 de filme dispărute, inclusiv The Mountain Eagle.